# Erosaria beckii
Erosaria beckii is een slakkensoort uit de familie van de Cypraeidae. De wetenschappelijke naam van de soort is voor het eerst geldig gepubliceerd in 1836 door Gaskoin.